# PC-Engine
 (octobre 2022).
Si vous disposez d'ouvrages ou d'articles de référence ou si vous connaissez des sites web de qualité traitant du thème abordé ici, merci de compléter l'article en donnant les références utiles à sa vérifiabilité et en les liant à la section « Notes et références ».
La PC-Engine (PCエンジン, Piishii Enjin), connue sous le nom TurboGrafx-16 en Amérique du Nord, est une console de jeux vidéo 8 bits fabriquée par NEC et commercialisée à partir de 1987 au Japon. En dehors de son pays natal et du territoire nord-américain, la gamme de consoles a connu une existence relativement confidentielle, car peu ou pas distribuée.
En avance sur son temps, la PC-Engine possède un processeur central 8 bits et un processeur graphique 16 bits, ainsi elle est considérée comme une console de quatrième génération. Conçue pour être modulaire et évolutive, c'est aussi la première console de jeux de l'histoire à utiliser dès décembre 1988, le support des CD-ROM, grâce à un lecteur en option. Après le premier modèle d'origine, elle fut déclinée dans de nombreuses versions pour finir par accepter quatre formats de jeux différents : HuCard, CD-ROM², Super CD-ROM² et Arcade CD-ROM².

## Historique

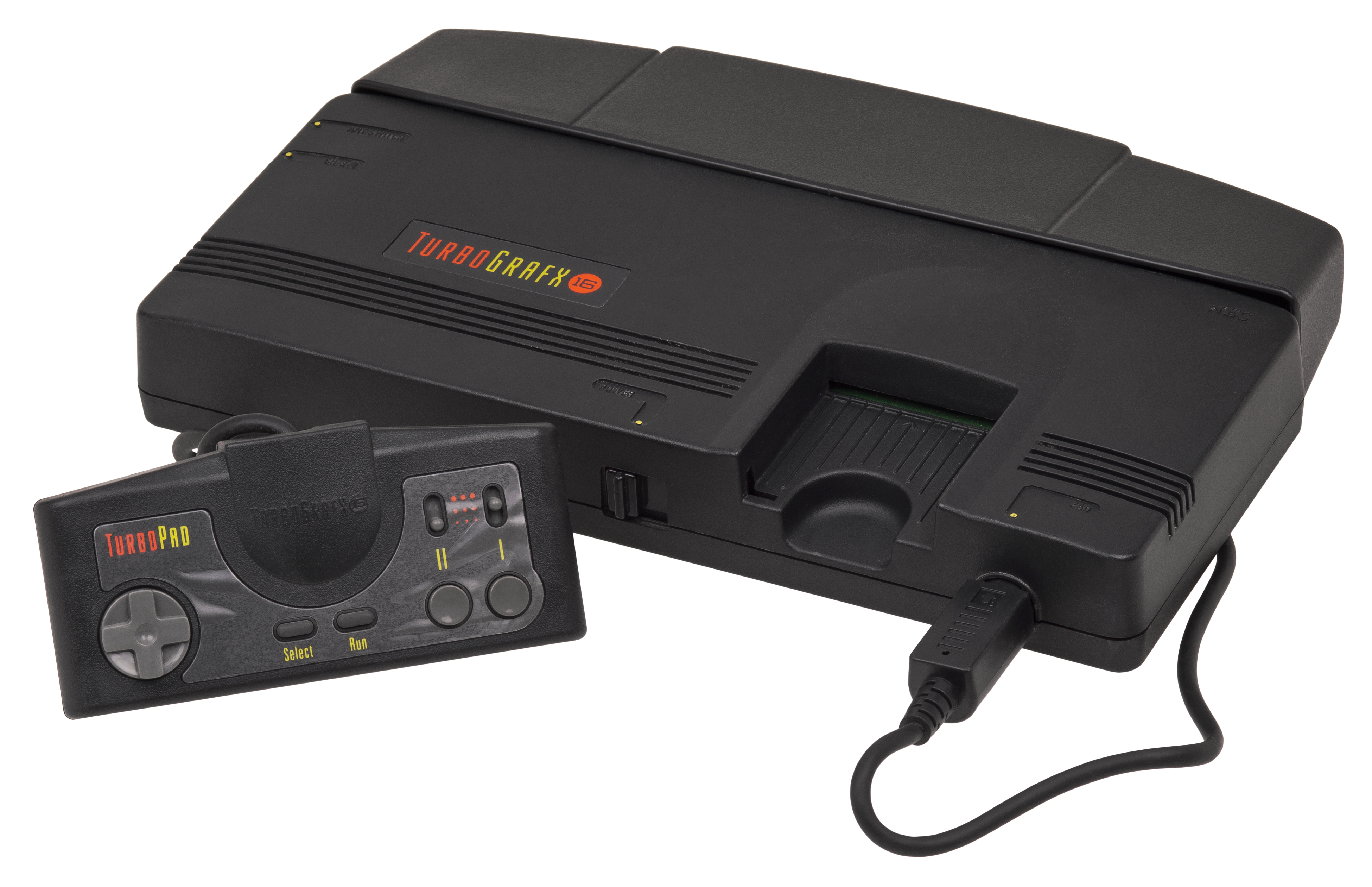
TurboGrafx-16

Résultat de la collaboration entre l'éditeur Hudson Soft et le fabricant de matériel électronique NEC, la PC-Engine apparaît en 1987 au Japon, puis en 1989 en Amérique du Nord, recarrossée et rebaptisée TurboGrafx-16. Bien que son microprocesseur central soit bel et bien 8 bits, le marketing de la branche américaine la fait passer pour une console 16 bits, afin de rivaliser avec les consoles de marques concurrentes (la Genesis de Sega surtout).
Concurrente de la NES de Nintendo et de la Master System de Sega qu'elle devançait techniquement et même parfois en termes de vente au Japon, la PC-Engine, console hybride 8/16 bits, elle a plus souvent été comparée aux 16 bits Super Nintendo et Sega Mega Drive tant la qualité de ses jeux était grande. Finalement elle connut le succès principalement au Japon car faute de bonne distribution, sa carrière dans le reste du monde est restée marginale.
Elle a été déclinée en douze versions jusqu'en 1994 dont la célèbre PC-Engine GT (sortie en janvier 1991), deuxième console portable au monde, après la Lynx d'Atari , à utiliser un écran couleur rétro éclairé.

### En France
La PC-Engine fut d'abord directement importée du Japon et généra un engouement important dans la presse spécialisée française (première mention dès 1988), dans les boutiques spécialisées d'importation parisiennes telles que Shoot Again et chez les hardcore gamers. Malgré le manque d'intérêt, de temps et de moyens de la part de NEC Japon pour distribuer la console en Europe (trop occupés à préparer le lancement de la console aux États-Unis), les Français de Sodipeng réussirent à les convaincre de les laisser distribuer la console en France, ils obtinrent carte blanche mais aucun soutien particulier de la part de NEC hormis la livraison des consoles japonaises, que Sodipeng a dû modifier pour les adapter aux normes françaises.
La PC-Engine est ainsi officiellement lancée en France le 22 novembre 1989 au prix de 1 790 FF (environ 501€ de 2024) sans jeu par SODIPENG. Cinq jeux accompagnèrent son lancement français. Sa distribution durant les fêtes de fin d'année 1989 fut très limitée et les grandes chaines de revente ne commencèrent à la vendre qu'en janvier 1990 : FNAC en janvier, Auchan le 1er mars (à 1 690 FF avec un jeu). La console sans jeu passe à 1 490 FF le 1er mars 1990, à 1 290 FF avec un jeu en septembre 1990, puis à 999 FF avec un jeu en mars 1991.
La commercialisation de la PC-Engine en France prend fin avec la faillite de Sodipeng au printemps de l'année 1993. Le directeur de Sodipeng à l'époque est Laurent Derennes.

## Les versions

### CoregrafX, CoreGrafX II et Shuttle
Apparues respectivement en 1988 et 1991, les PC-Engine CoreGrafX (blanche sérigraphiée orange puis anthracite sérigraphiée bleue) et CoreGrafX II (anthracite sérigraphiée orange)  ont, mis à part la sortie vidéo passée de l'antenne à l'AV, les mêmes spécifications et un design similaire (à quelques détails près). 
Le premier modèle à être commercialisé aux États-Unis est la TurboGrafx-16, sur la base de la CoreGrafX, mais avec un design extérieur différent, adapté aux préférences du marché américain.
La Shuttle (1989) en est une version light avec un nouveau design typé navette spatiale. Elle ne possède pas de connectique pour le CD-Rom² ou le Super CD-Rom² (via l'Interface Unit).

### SuperGrafX
En décembre 1989, entièrement compatible avec la ludothèque de la PC-Engine et destinée à un public plus aisé, arrive la SuperGrafX, dotée de deux processeurs graphiques qui permettaient, selon le constructeur, d'obtenir la qualité des jeux d'« arcade à la maison ». Gardant les mêmes capacités sonores et surtout le même processeur central, limitations ajoutées au prix élevé et au faible nombre de jeux spécifiques (au nombre total de 5), cette console disparaît vite des étals japonais.

### PC-Engine GT
En décembre 1990, la console portable PC-Engine GT apparaît au Japon. Dotée d'un écran de 2,6" pour une définition de 512 × 256 pixels, elle fait figure de « Rolls Royce des consoles portables ». Elle peut de plus recevoir un tuner optionnel pour devenir une télévision portable, accessoire non disponible en Europe.
Elle est lancée peu de temps après aux Etats-Unis sous le nom de TurboExpress.

### PC-Engine Duo

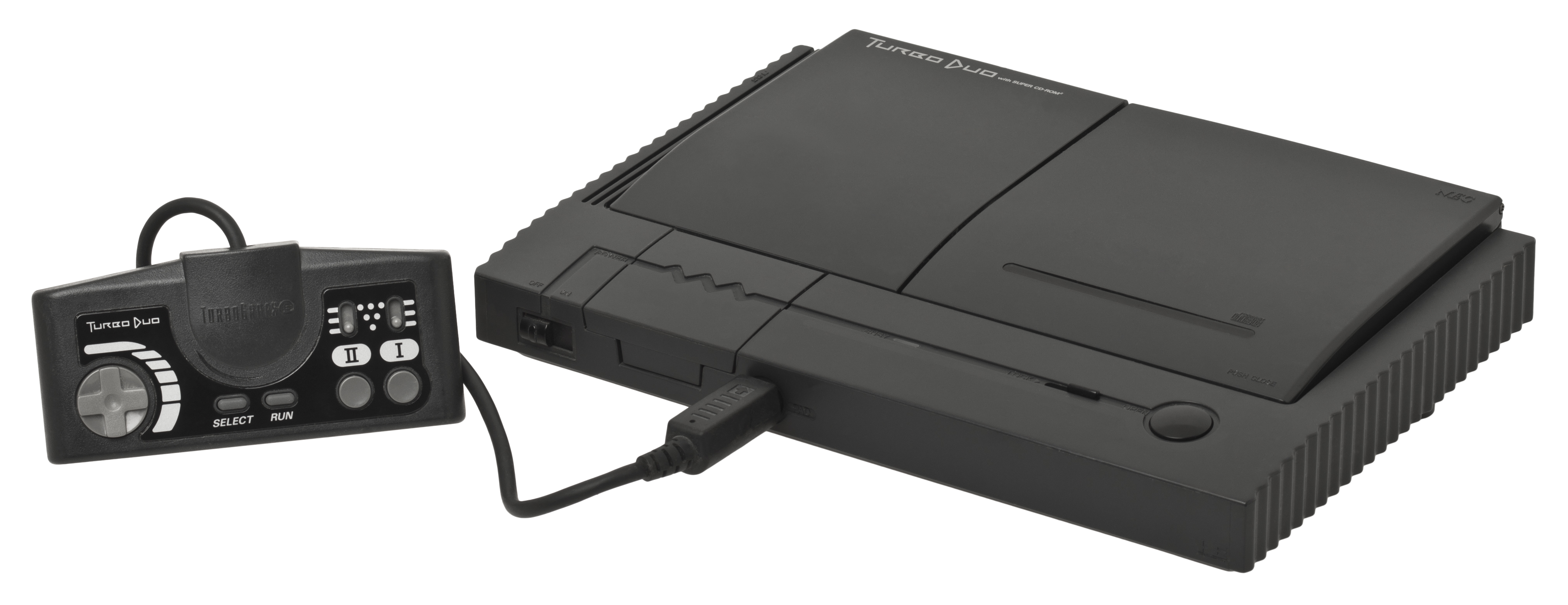
PC Engine Duo.

En septembre 1991, la PC-Engine Duo, ou TurboDuo, est le premier modèle HuCard/CD-ROM² tout-en-un comprenant, en outre, une sortie casque et pouvant recevoir une batterie et être associée à un mini écran LCD du même élégant design qui la caractérise.

### PC-Engine LT
En décembre 1991, NEC commercialise la version transportable de la PC-Engine, la PC-Engine LT. Elle est dotée d'un écran LCD de 4" repliable et d'un tuner TV intégré dans une coque grise mais sa portabilité partielle (absence de compartiment pour piles ou batterie et obligation de brancher à un transformateur secteur)  ainsi qu'un prix record pour l'époque de 99 800 ¥ (environ 1 122,50 € actuels) font qu'elle n'obtient qu'un succès d'estime. Il est possible de lire des disques CD-i sur la PC-Engine LT en la branchant sur Super-CD-ROM² via l'adaptateur officiel NEC PI-AD 18 et sur CD-ROM² via l'Interface Unit.

### PC-Engine Duo-R et Duo-RX

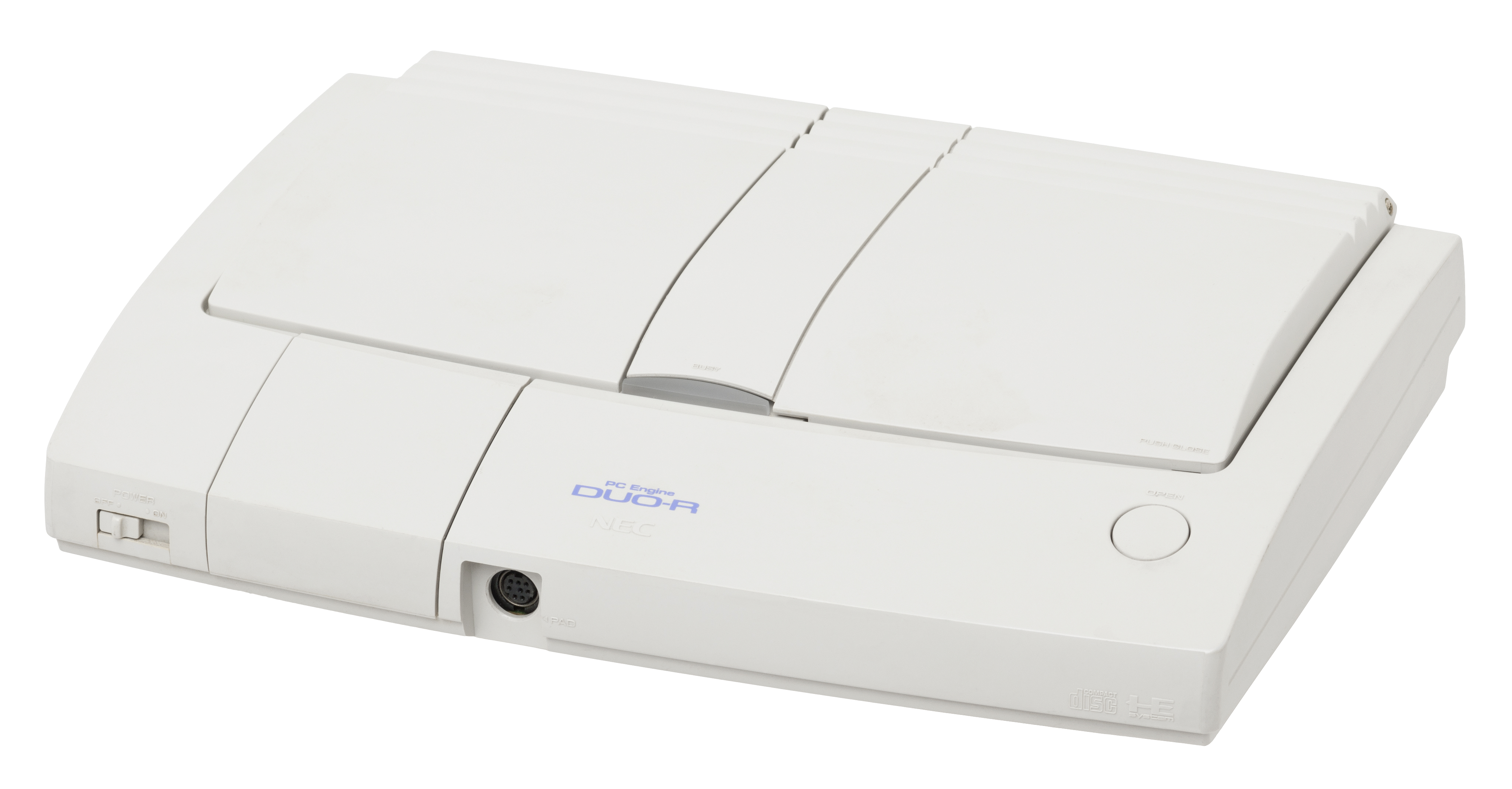
PC Engine Duo-R

Face à l'arrivée imminente de la génération 32 bits, NEC essaie de relancer l'intérêt pour sa console star avec un nouveau modèle : 
La Duo-R qui est une déclinaison blanche de la Duo (avec un léger relookage) sans la sortie casque (mais dotée d'un système optique plus durable) et permettant de lire directement les jeux Super CD-ROM² sans nécessiter l'utilisation d'une Super System Card 3.0.
La Duo-RX sort un an plus tard : elle est livrée avec un pad à 6 boutons et permet de lire les jeux Super CD-ROM².
Les déclinaisons américaines sortent en 1992, commercialisés sous la marque TTi (Turbo Technologies Inc.). La TurboDuo et la TurboGT sont incompatibles avec les versions japonaises à l'exception des jeux sur support CD-ROM².

## Extensions, cartes système et accessoires

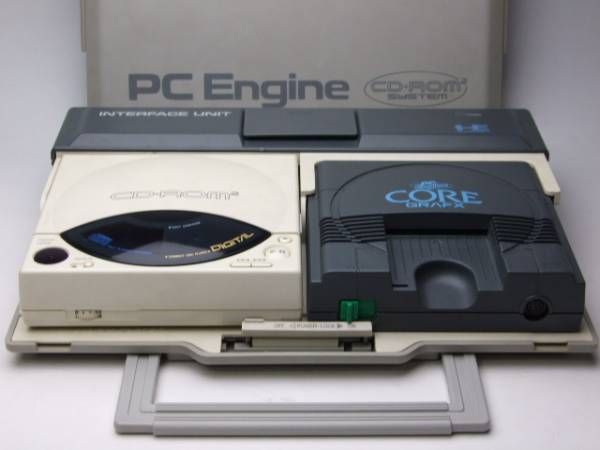
La CoreGrafx connectée au lecteur CD-ROM² / Interface Unit

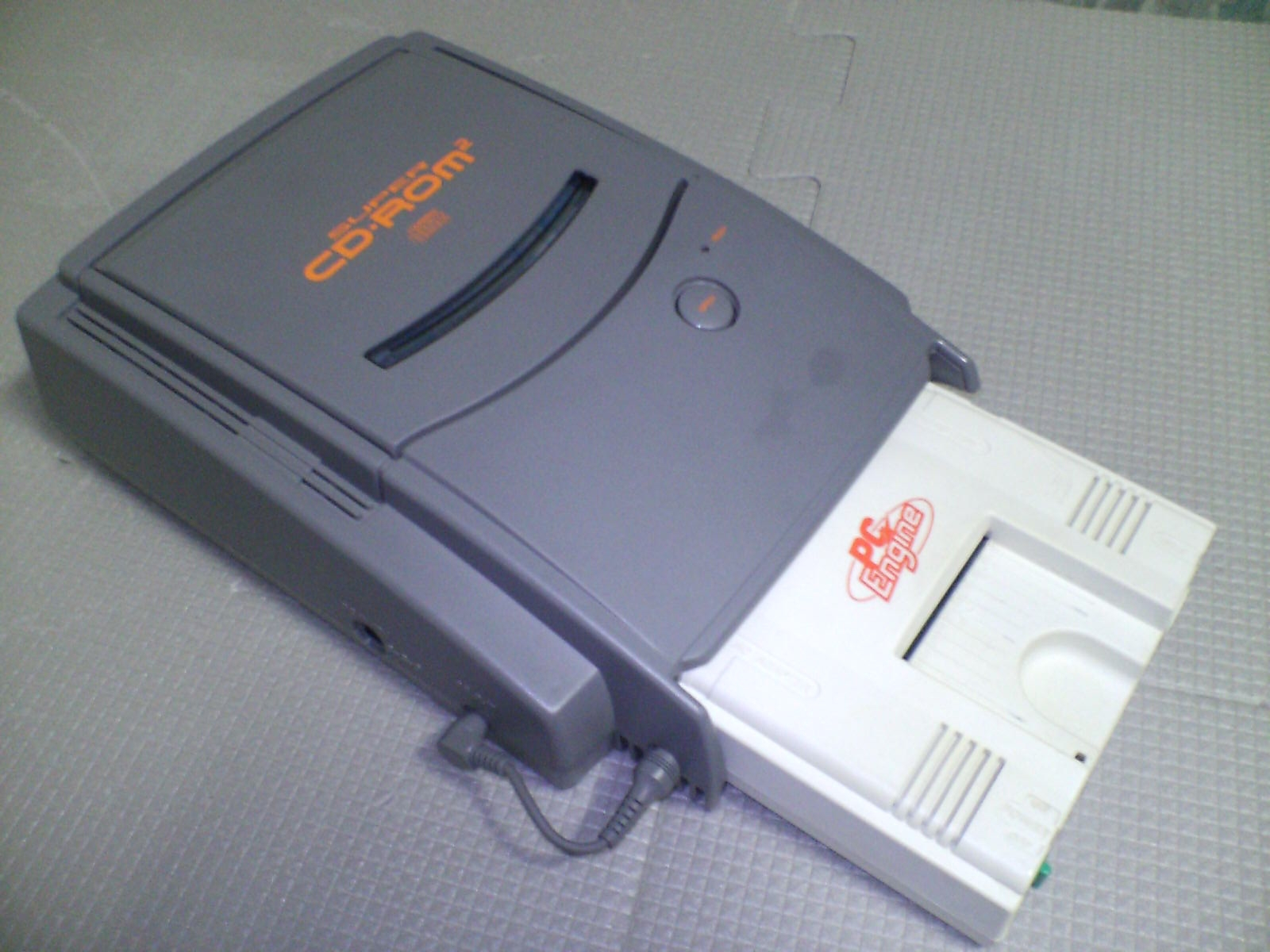
La PC-Engine connectée au lecteur Super CD-ROM².

### Les extensions

#### CD-ROM² (1.0 et 2.0)
Le CD-ROM² System a été lancé le 4 décembre 1988 au Japon (en 1990 en France). Cette extension inclut un lecteur CD-ROM qui lit les jeux au format CD-ROM², les CD Audio et CD+G (karaoké), mais aussi un nouveau BIOS et 64 ko de mémoire (pour charger les données et le code à partir du CD), ce qui accroît les capacités techniques de la PC-Engine. L'appellation américaine du périphérique est TurboGrafx-CD. Le lecteur CD-ROM se raccorde à la console via un adaptateur sur socle horizontal nommé Interface Unit. L'interface Unit peut se refermer et devenir une valisette de rangement et de transport, grâce à une poignée amovible.

#### Super CD-ROM² (3.0)
Le Super CD-ROM² System a été lancé en décembre 1991 au Japon. L'extension, qui reprend toutes les spécificités de la version 2.0, comprend un lecteur CD-ROM (plus rapide) et étend encore les capacités de la machine (nouveau BIOS, 256 Ko de mémoire pour charger les données et le code à partir du CD) : le système permet donc de faire évoluer une PC-Engine ou une CoreGrafX I ou II en Duo (sorti deux mois plus tôt), à la fois capable de lire les CD-ROM² et les Super CD-ROM². Les possesseurs de la première génération de lecteur (CD-ROM²) ne sont pas lésés, car ils peuvent faire tourner les jeux Super CD-ROM² en utilisant la Super System Card 3.0.

#### Arcade CD-ROM²
En 1994, l'ultime évolution du système prend ici seulement la forme d'une mise à jour (pas de périphérique) grâce à la carte système Arcade Pro ou Arcade Duo (selon modèle). Avec cette évolution, le cache CD est étendu à 2 Mo. Une vingtaine de titres seulement verront le jour au format Arcade CD-ROM², principalement des adaptations de jeux d'arcade comme Strider, Fatal Fury 2, Fatal Fury Special ou encore Art of Fighting.

### Les cartes systèmes
- PC-Engine System Card v.1.0, v.2.0 et v.2.1
- PC-Engine Super System Card v.3.0
- Arcade Card Pro et Duo

### Les manettes

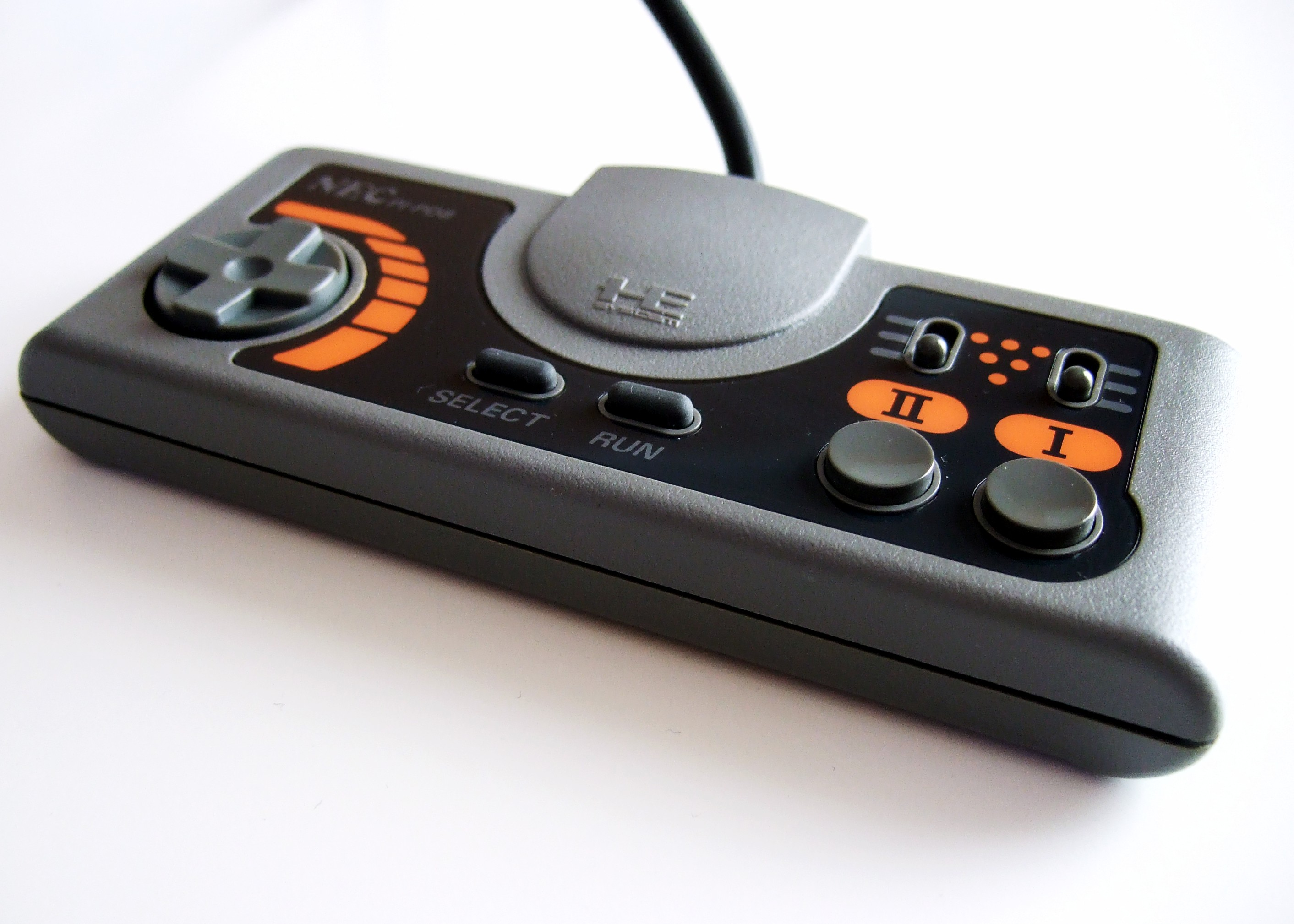
Manette de CoreGrafx II

Les manettes de PC-Engine sont très fortement inspirées des manettes de la NES de Nintendo, avec quelques différences notables : les angles sont plus arrondis, et le bouton Start est renommé Run.
La machine accueillant de nombreux shoot-them-up, un auto-fire fait rapidement son apparition sur les manettes officielles, fournies avec les consoles (ce qui était assez rare[Information douteuse]). Il est activable, séparément pour chaque bouton, par un petit interrupteur à trois positions (réglant la vitesse de répétition).
Une manette à trois boutons, l'Avenue Pad 3, voit le jour avec la sortie du jeu Forgotten Worlds de Capcom. Le troisième bouton copie le bouton 'select' ou 'run', au choix. Deux sélecteurs de plus viennent se greffer sur la manette : le plus près du D-Pad permet de choisir le bouton copié sur le bouton 3 (Select, Run ou Off).
Une manette à 6 boutons voit également le jour, l'Avenue Pad 6. Selon La bible de la PC-Engine, elle serait sortie deux semaines avant Street Fighter II': Champion Edition.
La manette reste inchangée pour la majorité des révisions de la console. Seuls les couleurs de l'imprimé, la couleur de la coque en plastique, et le nom de la console gravé en relief changent d'une version à l'autre. On peut dénombrer plus d'une dizaine de modèles différents, qui n'ont que de petites différences esthétiques.
La console Duo-RX, néanmoins, change définitivement la manette pour une version à 6 boutons, au design sensiblement différent de l'Avenue Pad 6.
Les consoles PC-Engine n'ayant qu'un seul port manette, un multitap commercialisé séparément, le 'TurboTap', permet de raccorder jusqu'à 5 manettes.

## Capacités techniques

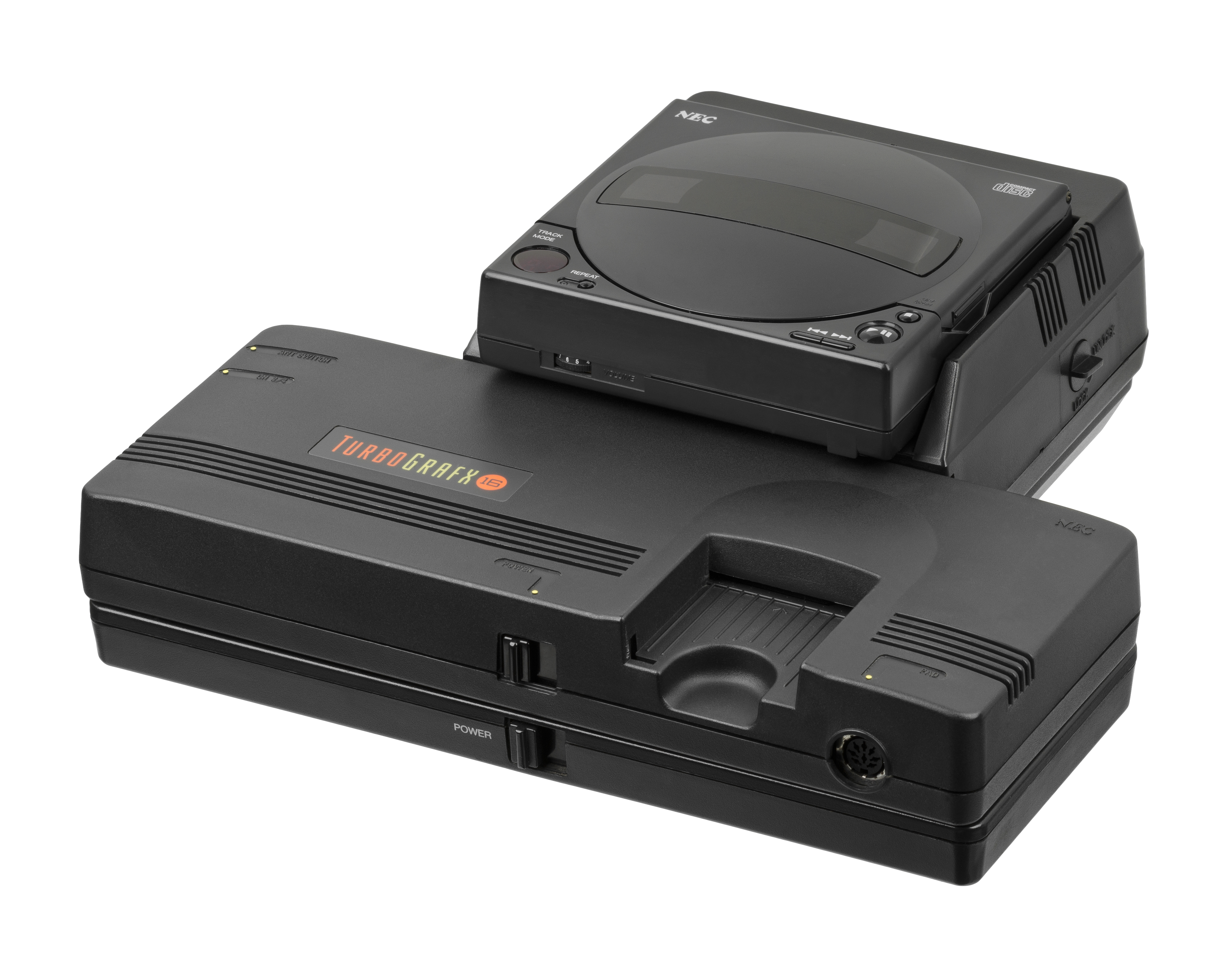
La Turbografx-16 connectée au lecteur TurboGrafx-CD

- Processeur : CPU 8 bit, un HuC6280 (custom d'un MOS 65c02) à 7,16 MHz, mode 1.79 MHz disponible pour lecture/écriture dans la Backup Ram (BR,lecture entrées pad,accès périfs lents).
  - RAM : 8 kio, SRAM 100 ns.
- HuC6260 (VCE) : Video Color Encoder, contient les données des palettes (tiles, sprites), définit la fréquence de fonctionnement du VDC de la console (dot clock), fournit le signal vidéo de sortie. Cette puce n'est pas un GPU.
- Couleurs : 32 palettes de 16 couleurs, 16 palettes pour les tiles et 16 palettes pour les sprites (482 couleurs affichables simultanément).
- Palette : 512 couleurs, 9 bits.
- GPU : HuC6270A (VDC) 16 bits, câblé en 2x8-bits côté CPU.
  - RAM vidéo : 64 ko, 16 bits, SRAM 140ns.
  - Résolution : 256 × 240, 336 × 240 et 512 × 240 pixels classiques. Le GPU (VDC) étant programmable, de nombreuses résolutions sont possibles (256 × 224, 320 × 240, 280 × 224, 344 × 240, 565 × 240,etc ...).
  - Nombre de sprites : 64 sprites de taille 16 × 16, 16 × 32, 16 × 64, 32 × 16, 32 × 32, 32 × 64 pixels affichables simultanément à l'écran, dont 256 pixels sprites sur une même ligne, soit 16 sprites 16 pixels de large ou 8 sprites 32 pixels de large...
  - Scrolling V/H hardware programmables au pixel.
  - Interruptions Horizontales programmable à la ligne sur toutes les lignes (celles en VBLANK comprises)
  - Interruptions verticale (VBLANK), timer, collision sprite 0, sprites overflow, DMA .
  - Possibilité d'afficher ou pas les sprites et/ou le background .
  - DMA programmable pour transferts VRAM→VRAM pendant le VBLANK, 6.3ko en mode H32, jusqu'à 12,6ko en H64.
- Son : 6 voies PCM programmables stéréo, chaque voix contient un buffer de 32 octets pour les samples. Samples sur 5 bits non signés, avec panning et volume hardware sur chaque voix+général.
  - Possibilité de faire 1 voix FM (utilise les voix 1 et 2, la seconde faisant office de LFO sur la première).
  - Possibilité de 2 voix white noise (voix 5 et 6).
  - Possibilité de faire du DDA (mode Direct Digital Audio) pour lire des samples de plus de 32 octets directement, sans passer par le mixer (ex :Digits de SF2), sur les 6 voix avec volume et paning hardware.
  - Possibilité d'utiliser le buffer interne de 32 octets de chaque voix (en complément du timer), pour jouer les samples, divise la charge CPU par 5, mais nécessite la version HuC6280a du CPU (coregrafx, DUO, supergrafx)  .
- Support : HuCard au format carte de crédit et lecteur CD-ROM (CD-ROM² ou Super CD-ROM²) en option.

## Ludothèque
La console, riche d'une ludothèque de plus de 600 jeux, est connue pour ses excellents shoot them up. Elle a aussi donné naissance à d'autres grands jeux.
- Shoot'em up : After Burner II, Aldynes, Gunhed, Magical Chase, P-47, Parodius Da!, R-Type Complete CD, Super Star Soldier, Tiger Heli, Volfied
- Plates-formes : Liquid Kids, Parasol Stars, PC Kid, Wonder Boy III: Monster Lair, Momotaro Katsugeki
- Action : Castlevania: Rondo of Blood, Ghouls'n Ghosts, Madoh Oh Granzort'
- Beat them all : Golden Axe, Shinobi, Splatterhouse, Vigilante
- Combat : Art of Fighting, Fatal Fury Special, Street Fighter II': Champion Edition, Vigilante, World Heroes II
- Sport : Final Match Tennis, F1 Circus
- Action-RPG : Cadash
- RPG : Dungeon Master: Theron's Quest, Emerald Dragon, Ys
- Stratégie : Populous: The Promised Lands
- Divers : Bomberman, Devil Crash

Depuis la fin de l'exploitation commerciale de la machine, les jeux PC-Engine continuent à vivre à travers l'émulation. En 2006, les jeux sont réapparus légalement à travers leur commercialisation sur Wii via la Console virtuelle (qui émule certains titres). Depuis juillet 2009, Sony propose pour 600 yens le téléchargement via le PlayStation Store japonais de quatre titres PC-ENGINE : Bomberman ‘94, New Adventure Island, Sengoku Mahjong et Devil’s Crush. De récentes rumeurs amènent à penser que ces quatre jeux seront bientôt disponible sur le Playstation Store US. Les jeux de PC-Engine seront aussi réédités sur 3DS au Japon.